# Космический аппарат
Косми́ческий аппара́т (КА) — общее название технических устройств, используемых для выполнения разнообразных задач в космическом пространстве, а также проведения исследовательских и иного рода работ на поверхности небесных тел.
Подразделяются на непилотируемые (ИСЗ, АМС) и пилотируемые космические аппараты (космический корабль, орбитальная станция).
Средствами доставки космических аппаратов на орбиту служат ракеты-носители или самолёты.

## Общая информация
Космический аппарат, одной из основных задач которого является транспортировка людей или оборудования в верхней части земной атмосферы — так называемом, ближнем космосе, называют космическим кораблём (КК) или космическим летательным аппаратом (КЛА).
Области использования космических аппаратов обуславливают их разделение по следующим группам:
- суборбитальные;
- околоземные орбитальные, движущиеся по геоцентрическим орбитам искусственных спутников Земли;
- межпланетные (экспедиционные);
- напланетные.

Принято различать автоматические спутники (ИСЗ) Земли и пилотируемые космические аппараты. К пилотируемым космическим аппаратам, в частности относят все виды пилотируемых космических кораблей (КК) и орбитальных космических станций (ОС). (Несмотря на то, что современные орбитальные станции совершают свой полёт в области ближнего космоса, и формально могут называться «Космическими летательными аппаратами», в сложившейся традиции, их называют «Космическими аппаратами».)
Название «Космический летательный аппарат» иногда также используется для обозначения активных (то есть маневрирующих) ИСЗ, с целью подчёркивания их отличий от пассивных спутников. В большинстве же случаев значения терминов «Космический летательный аппарат» и «Космический аппарат» синонимичны и взаимозаменяемы.
В активно исследуемых в последнее время проектах создания орбитально-гиперзвуковых летательных аппаратов как частей авиационно-космических систем (АКС) часто используют ещё названия воздушно-космический аппарат (ВКА), обозначая космопланы и космолёты АКС, предназначенные для выполнения управляемого полёта, как в безвоздушном космическом пространстве, так и в плотной атмосфере Земли.
В то время как стран, имеющих ИСЗ — несколько десятков, наиболее сложные технологии автоматических возвращаемых и межпланетных КА освоили всего несколько стран — СССР/Россия, США, Китай, Япония, Индия, Европа/ESA. Пилотируемые КК имеют только первые три из них (кроме того, Япония и Европа имеют КА, посещаемые людьми на орбите, в виде модулей и грузовиков МКС). Также только первые три из них имеют технологии перехвата ИСЗ на орбите (хотя Япония и Европа близки к ней ввиду проведения стыковок).
В 2024 году состоялся 251 успешный запуск космических аппаратов (самих аппаратов было больше, так как за один запуск может выводиться несколько аппаратов). На долю России пришлось 17 запусков.

## Классификация
По режиму работы различают следующие типы космических аппаратов:
- искусственные спутники Земли — общее название всех аппаратов, находящихся на геоцентрической орбите, то есть вращающихся вокруг Земли;
- автоматические межпланетные станции (космические зонды) — аппараты, осуществляющие перелёт между Землёй и другими космическими телами Солнечной системы; при этом они могут как выходить на орбиту вокруг изучаемого тела, так и исследовать их с пролётных траекторий, некоторые аппараты после этого направляются за пределы Солнечной системы;
- космические корабли, автоматические или пилотируемые, — используются для доставки грузов и человека на орбиту Земли; существуют планы полётов на орбиты других планет;
- орбитальные станции — аппараты, предназначенные для долговременного пребывания и работы людей на орбите Земли;
- спускаемые аппараты — используются для спуска полезной нагрузки с орбиты искусственного спутника или с межпланетной траектории и мягкой посадки на поверхность Земли либо другого небесного тела. Полезной нагрузкой являются люди, стационарные исследовательские станции, планетоходы и т. д.;
- планетоходы — автоматические лабораторные комплексы или транспортные средства, для перемещения по поверхности планеты и другого небесного тела.

По наличию функции возвращения:
- возвращаемые — предусматривают возвращения людей и материалов на Землю, осуществляя мягкую либо жёсткую посадку;
- невозвращаемые — при выработке ресурса обычно сходят с орбиты и сгорают в атмосфере, либо переводятся на орбиту захоронения.

По выполняемым функциям выделяют следующие классы:
- метеорологические;
- навигационные;
- спутники связи, телевещания, телекоммуникационные спутники
- научно-исследовательские;
  - геофизические;
  - геодезические;
  - астрономические;
  - дистанционного зондирования Земли;
- разведывательные и военные спутники;
- другие.

Многие космические аппараты выполняют сразу несколько функций.
- Пилотируемый космический аппарат, космический корабль «Союз», с членами экипажа МКС на борту
- Автоматическая обсерватория «Хаббл» на орбите вокруг Земли
- Автоматический космический аппарат «Кассини-Гюйгенс», исследующий планету Сатурн, кольца и его спутники
(рисунок художника)
- Шаттл «Дискавери», сфотографированный с Международной космической станции.

## Особенности полёта
В общем случае, в полёте космического аппарата выделяются участок выведения, участок орбитального полёта и участок посадки. На участке выведения космический аппарат должен приобрести необходимую космическую скорость в заданном направлении. Орбитальный участок характеризуется инерциальным движением аппарата в соответствии с законами небесной механики. Посадочный участок призван погасить скорость возвращающегося аппарата до допустимой посадочной скорости.

## Бортовые системы
Космический аппарат состоит из нескольких составных частей, прежде всего — это целевая аппаратура, которая обеспечивает выполнение стоящей перед космическим аппаратом задачи. Помимо целевой аппаратуры обычно присутствует целый ряд служебных систем, которые обеспечивают длительное функционирование аппарата в условиях космического пространства, это: системы энергообеспечения, терморегуляции, радиационной защиты, управления движением, ориентации, аварийного спасения, посадки, управления, отделения от носителя, разделения и стыковки, бортового радиокомплекса, жизнеобеспечения. В зависимости от выполняемой космическим аппаратом функции отдельные из перечисленных служебных систем могут отсутствовать, например, спутники связи не имеют систем аварийного спасения, жизнеобеспечения.

### Система электроснабжения
Подавляющее большинство систем космического аппарата требуют электропитания, в качестве источника электроэнергии обычно используется связка из солнечных батарей и химических аккумуляторов. Реже используются иные источники, такие как топливные элементы, радиоизотопные батареи, ядерные реакторы, одноразовые гальванические элементы.

### Система обеспечения температурного режима
Космический аппарат непрерывно получает тепло от внутренних источников (приборы, агрегаты и т. д.) и от внешних: прямого солнечного излучения, отражённого от планеты излучения, собственного излучения планеты, трения об остатки атмосферы планеты на высоте аппарата. Также аппарат теряет тепло в виде излучения. Многие узлы космических аппаратов требовательны к температурному режиму, не терпят перегрева или переохлаждения. Поддержанием баланса между получаемой тепловой энергией и её отдачей, перераспределением тепловой энергией между конструкциями аппарата и таким образом обеспечением заданной температуры занимается система обеспечения теплового режима.

### Система управления
Осуществляет управление двигательной установкой аппарата с целью обеспечения ориентации аппарата, выполнения манёвров. Обычно имеет связи с целевой аппаратурой, другими служебными подсистемами с целью контроля и управления их состоянием. Как правило, способна обмениваться посредством бортового радиокомплекса с наземными службами управления.

### Система связи
Для обеспечения контроля состояния космического аппарата, управления, передачи информации с целевой аппаратуры требуется канал связи с наземным комплексом управления. В основном для этого используется радиосвязь. При большом удалении КА от Земли требуются остронаправленные антенны и системы их наведения.

### Система жизнеобеспечения
Необходима для пилотируемых КА, а также для аппаратов, на борту которых осуществляются биологические эксперименты. Включает запасы необходимых веществ, а также системы регенерации и утилизации.

### Система ориентации
Включает устройства определения текущей ориентации КА (солнечный датчик, звёздные датчики и т. п.) и исполнительные органы (двигатели ориентации и силовые гироскопы).

### Двигательная установка
Позволяет менять скорость и направление движения КА. Обычно используется химический ракетный двигатель, но это могут быть и электрические, ядерные и другие двигатели; может применяться также солнечный парус.

### Система аварийного спасения
Характерна для пилотируемых космических аппаратов, а также для аппаратов с ядерными реакторами (УС-А) и ядерными боезарядами (Р-36орб).

## Космические корабли в фантастике
Освоение космического пространства является одним из главных сюжетов научной фантастики. В частности, научная фантастика описывает возможные типы и классы космических кораблей и фактически выдвигает гипотезы о характере их эксплуатации. Космические корабли для перемещения внутри звёздной системы, в частности между планетами, называются у некоторых авторов планетолётами. Как правило, они используют реактивную тягу, подобно современным космическим аппаратам. Однако, в отличие от них, научно-фантастические планетолёты (как и перспективные) создают реактивную тягу, используя технологически более прогрессивные двигатели (в частности: импульсные, ионные, ядерные, термоядерные). Иногда такие корабли называются просто ракетами.
Для перемещений на межзвёздные и межгалактические расстояния служат звездолёты. Современная технология не позволяет создавать аппараты для межзвёздных перемещений, обладающие приемлемой скоростью. В научной фантастике фигурируют как досветовые (движущиеся на досветовых скоростях), так и сверхсветовые корабли (движущиеся со сверхсветовой скоростью). Досветовые звездолёты могут использовать в качестве маршевых двигателей фотонную установку. В сверхсветовых звездолётах наиболее часто используются гипер- (для перемещения в подпространстве) или варп-двигатели (искривляющие пространство, окружающее корабль). Наиболее яркий пример звездолётов с гипердвигателями — звездолёты в фильме «Звёздные врата» и сериале «Звёздные врата: SG-1» (например, земные корабли класа «BC-304» «Дедал». Пример звездолётов на варп-двигателях — звездолёты в сериалах и фильмах «Звёздный путь» (например, все «Энтерпрайзы» и классы кораблей, к которым они принадлежат). Один из первых космических кораблей («Серебряная королева») упоминает Айзек Азимов в рассказе В плену у Весты (1938)